# Lasianthus mucronulatus
Lasianthus mucronulatus là một loài thực vật có hoa trong họ Thiến thảo. Loài này được (Korth.) Miq. mô tả khoa học đầu tiên năm 1857.